# George William Hill
George William Hill, född 3 mars 1838 i New York, död 16 april 1914 i West Nyack, delstaten New York, var en amerikansk astronom.
Hill anställdes 1861 vid Office of the American Ephemeris and Nautical Almanac. Hans arbeten behandlar huvudsakligen frågor inom den celesta mekaniken, såsom teorin för planeternas och satelliternas rörelser med mera. Särskilt betydelsefulla och berömda är hans undersökningar över månens rörelser, för vilka Royal Astronomical Society 1887 tilldelade honom sin stora guldmedalj. Utöver nedanstående skrifter publicerade han en mängd avhandlingar i facktidskrifterna. Han tilldelades såväl Copleymedaljen som Brucemedaljen 1909 och blev ledamot av svenska Vetenskapsakademien 1913.

## Eftermäle
Nedslagskratern Hill på månen och asteroiden 1642 Hill är uppkallade efter honom.